# Paracymoriza prodigalis
Paracymoriza prodigalis là một loài bướm đêm trong họ Crambidae.